# Усть-Цилемский район
Усть-Ци́лемский район (коми Чилимдін район) — административно-территориальная единица и муниципальное образование (муниципальный район) в составе Республики Коми Российской Федерации.
Административный центр — село Усть-Цильма.
Усть-Цилемский район относится к районам Крайнего Севера.

## География
Усть-Цилемский район расположен в северо-западной части Республики Коми. Граничит: с севера — с Ненецким автономным округом, с юга — с Удорским и Княжпогостским районами, с востока — с Ижемским районом и муниципальным округом Усинск, с запада — с Архангельской областью.
Площадь района — 42,5 тыс.км², значительная территория (45 %) покрыта лесом, но большую часть площади занимают заболоченные пространства и кустарники. Преобладают еловые леса с примесью сосны и березы. Встречается кедр. Климат характеризуется суровой продолжительной зимой и умеренно теплым летом. Средняя температура января −17,5°С, июля +14°С. Среднегодовое количество осадков 480 мм.
Территорию Усть-Цилемского района можно условно подразделить на 3 основных участка:
- Равнинный лесотундровый — нижнее и среднее течение рек Шапкина, Сосью и Ёрса;
- Долины бассейнов рек Цильма, Пижма, Тобыш и Нерица, истоки которых находятся на Тиманском кряже, имеющие полугорный характер.
- Река Печора в нижнем течении протяженностью 235 км с богатой системой пойменных озёр, проток, островов.

К лососевым рекам относится река Печора. К числу семужье-нерестовых — притоки Печоры: реки Пижма с притоками, Нерица, Умба, Светлая, Цильма с притоками, Мыла, Савинская Валса, Каменная Валса.
Рельеф западной (Тиманской) части района относится к типу повышенных денудационных плоскоувалистых, местами слабоволнистых равнин. Они незаметно сливаются с примыкающей с востока к Тиману Печорской низменностью. Отличают Тиман глубоко врезанные речные долины с обрывистыми склонами, где обнажаются разнообразные, в том числе Древние, породы фундамента.
В Усть-Цилемском районе расположено самое крупное в Республике Коми Ямозеро площадью 31,1 км2, представляющее собой остаточный озёрно-ледниковый водоём. На крайнем северо-западе района находятся богатые рыбой Большое (12,6 км2) и Малое (7,1 км2) Косминские озёра. На левобережной пойме р. Печора находится одно из наиболее значительных по размерам (8,8 км2) пойменных озёр — Большое Мыльское, в правобережной пойме — озеро Ларьково (8,5 км²).
Животный мир
Представители животного мира: волк, медведь, заяц, выдра, куница, глухарь, журавль, бекас и др.
В водоёмах водятся ценные виды рыб: семга, нельма, сиг, пелядь, хариус, омуль, ряпушка, щука, окунь, язь, лещ, карп, карась, сорога и др.
Редкие и охраняемые виды животных:
- Сибирский углозуб (Земноводные);
- Краснозобая гагара (отряд Гага̀рообразные);
- Большая поганка, чомга (отряд Поганкообразные);
- Краснозобая казарка, серый гусь, пискулька, лебедь-кликун, малый лебедь, горный гусь (отряд Гусеобразные);
- Скопа, беркут, орлан-белохвост, сапсан (отряд Соколообразные);
- Серый журавль (отряд Журавлеобразные);
- Материковый кулик-сорока, гаршнеп, дупель (отряд Ржанкообразные);
- Филин, белая сова, бородатая неясыть (отряд Совообразные);
- Обыкновенный серый сорокопут (отряд Воробьинообразные);
- Европейская норка (Млекопитающие).

Памятники природы
- Заказник Большой, 767 га (создан с целью сохранения условий для произрастания и воспроизводства клюквы и поддержания общего экологического равновесия).
- Памятник природы — кедр на острове Медвежий (создан с целью сохранения особо ценной породы — кедра сибирского. Научное значение памятника заключается в том, что это самое северо-западное место произрастание дерева, где в лесах кедр не встречается).
- Заказник Ларьковский, болотный, 14000 га (создан с целью сохранения условий для произрастания и воспроизводства клюквы и поддержания общего экологического равновесия).
- Заказник Мыльский, ботанический, 2000 га (создан с целью сохранения реликтового флористического комплекса, имеющего большое научное значение).
- Заказник Номбургский (Нонбургский), ботанический, 2000 га (создан с целью сохранения реликтового флористического комплекса).
- Заказник Океан, болотный, 178975 га (создан с целью сохранения типичного верхового болота крайнесеверной тайги).
- Заказник Палагинский, ботанический (лесной), 500 га (создан с целью сохранения участка долинного высокопродуктивного лиственничника в подзоне северной тайги. В заказнике охраняются насаждения лиственничника IV класса бонитета).
- Заказник Пижемский, комплексный, 97000 га (создан с целью сохранения живописных долинных ландшафтов с карстовым рельефом, приречных еловых и лиственничных лесов с редкими видами растений).
- Косминское озеро (ихтиологический заказник), расположено в бассейне р. Косма, в 184 км от деревни Нонбург. Площадь — 12,6 км², длина — 14 км, ширина — 3-4 км, средняя глубина — 3 метра, наибольшая — 14 м. Впадает река Засарайка. В озере обитают — пелядь, нельма, чир, сиг, ряпушка, хариус, плотва, елец, лещ, окунь, ерш, налим.
- Озеро Ямозеро, крупнейший водоём в Коми (площадь 31,1 км²).
- Заповедная река Каменная Валса (нерестилище сёмги)[6]

## История
Район образован 15 июля 1929 года.

## Население
| 2002    | 2009    | 2010    | 2011    | 2012    | 2013    | 2014    | 2015    | 2016    |
| ------- | ------- | ------- | ------- | ------- | ------- | ------- | ------- | ------- |
| 15 408  | ↘13 913 | ↘13 036 | ↘12 944 | ↘12 656 | ↘12 355 | ↘12 122 | ↘11 898 | ↘11 689 |
| 2017    | 2018    | 2019    | 2020    | 2021    | 2024    |         |         |         |
| ↘11 552 | ↘11 326 | ↘11 166 | ↘11 056 | ↘10 756 | ↘10 360 |         |         |         |

### Национальный состав
По переписи 2010 года:  
- Всего — 13036 чел.
- русские — 12040 чел. (93,0 %),
- коми — 654 чел. (5,1 %),
- украинцы — 74 чел. (0,6 %)
- немцы — 64 чел. (0,5 %)
- указавшие национальность — 12946 чел. (100,0 %).

По итогам переписи населения 2020 года проживали следующие национальности (национальности менее 0,1 % и другое, см. в сноске к строке «Другие»):
| Национальность | Численность, чел. | Доля     |
| -------------- | ----------------- | -------- |
| Русские        | 9848              | 91,56 %  |
| Коми           | 375               | 3,49 %   |
| Украинцы       | 40                | 0,37 %   |
| Поморы         | 30                | 0,28 %   |
| Немцы          | 27                | 0,25 %   |
| Другие         | 436               | 4,05 %   |
| Итого          | 10 756            | 100,00 % |

## Административно-территориальное устройство
Административно-территориальное устройство, статус и границы Усть-Цилемского района установлены Законом Республики Коми от 6 марта 2006 года № 13-РЗ «Об административно-территориальном устройстве Республики Коми»
Район включает 11 административных территорий:
| №  | Административная территория                                    | Административный центр | Населённые пункты | Количество населённых пунктов |
| -- | -------------------------------------------------------------- | ---------------------- | --- | ----------------------------- |
| 1  | село Ёрмица с подчинённой ему территорией                      | село Ёрмица            | с. Ёрмица, д. Лёждуг, пст Харъяга                                                                                      | 3                             |
| 2  | село Замежная с подчинённой ему территорией                    | село Замежная          | с. Замежная, д. Боровская, д. Верховская, д. Загривочная, д. Лёвкинская, д. Скитская, д. Степановская, д. Черногорская | 8                             |
| 3  | село Коровий Ручей с подчинённой ему территорией               | село Коровий Ручей     | с. Коровий Ручей, д. Гарево, пст Журавский, д. Карпушевка, д. Чукчино                                                  | 5                             |
| 4  | село Нерица с подчинённой ему территорией                      | село Нерица            | с. Нерица | 1                             |
| 5  | посёлок сельского типа Новый Бор с подчинённой ему территорией | посёлок Новый Бор      | пст Новый Бор, пст Медвежка                                                                                            | 2                             |
| 6  | село Окунев Нос с подчинённой ему территорией                  | село Окунев Нос        | с. Окунев Нос, д. Крестовка                                                                                            | 2                             |
| 7  | село Среднее Бугаево с подчинённой ему территорией             | село Среднее Бугаево   | с. Среднее Бугаево, д. Верхнее Бугаево                                                                                 | 2                             |
| 8  | село Трусово с подчинённой ему территорией                     | село Трусово           | с. Трусово, д. Мыла, д. Нонбург, д. Рочево, д. Филиппово                                                               | 5                             |
| 9  | село Уег с подчинённой ему территорией                         | село Уег               | с. Уег, д. Мыза | 2                             |
| 10 | село Усть-Цильма с подчинённой ему территорией                 | село Усть-Цильма       | с. Усть-Цильма, д. Бор, д. Высокая Гора, д. Сергеево-Щелья, пст Синегорье                                              | 5                             |
| 11 | село Хабариха с подчинённой ему территорией                    | село Хабариха          | с. Хабариха, д. Бык | 2                             |

д. — деревня
пст — посёлок сельского типа
с. — село

## Муниципально-территориальное устройство
В Усть-Цилемский муниципальный район входя 11 сельских поселений:
| №     | Муниципальное образование | Административный центр | Количество населённых пунктов | Население (чел.) | Площадь (км²) |
| ----- | ------------------------- | ---------------------- | ----------------------------- | ---------------- | ------------- |
| 1e-06 | Сельское поселение:       |                        |                               |                  |               |
| 1     | Ёрмица                    | село Ёрмица            | 3                             | ↗340             | 1980,20       |
| 2     | Замежная                  | село Замежная          | 8                             | ↘1285            | 8937,31       |
| 3     | Коровий Ручей             | село Коровий Ручей     | 5                             | ↘1336            | 1171,40       |
| 4     | Нерица                    | село Нерица            | 1                             | ↘173             | 1070,80       |
| 5     | Новый Бор                 | посёлок Новый Бор      | 2                             | ↘672             | 6445,30       |
| 6     | Окунев Нос                | село Окунев Нос        | 2                             | ↗598             | 4312,90       |
| 7     | Среднее Бугаево           | село Среднее Бугаево   | 2                             | ↘193             | 1885,10       |
| 8     | Трусово                   | село Трусово           | 5                             | ↘1022            | 6508,30       |
| 9     | Уег                       | село Уег               | 2                             | ↘119             | 1581,39       |
| 10    | Усть-Цильма               | село Усть-Цильма       | 5                             | ↘4686            | 7238,00       |
| 11    | Хабариха                  | село Хабариха          | 2                             | ↘332             | 1483,75       |

## Населённые пункты
В Усть-Цилемский район входят 37 населённых пунктов
| №  | Населённый пункт | Тип     | Население | Сельское образование |
| -- | ---------------- | ------- | --------- | -------------------- |
| 1  | Бор              | деревня | 15        | Усть-Цильма          |
| 2  | Боровская        | деревня | 77        | Замежная             |
| 3  | Бык              | деревня | 0         | Хабариха             |
| 4  | Верхнее Бугаево  | деревня | 85        | Среднее Бугаево      |
| 5  | Верховская       | деревня | 0         | Замежная             |
| 6  | Высокая Гора     | деревня | 0         | Усть-Цильма          |
| 7  | Гарево           | деревня | 64        | Коровий Ручей        |
| 8  | Ёрмица           | село    | 179       | Ёрмица               |
| 9  | Журавский        | посёлок | ↘60       | Коровий Ручей        |
| 10 | Загривочная      | деревня | 280       | Замежная             |
| 11 | Замежная         | село    | 674       | Замежная             |
| 12 | Карпушевка       | деревня | 368       | Коровий Ручей        |
| 13 | Коровий Ручей    | село    | 287       | Коровий Ручей        |
| 14 | Крестовка        | деревня | 46        | Окунев Нос           |
| 15 | Лёвкинская       | деревня | 13        | Замежная             |
| 16 | Лёждуг           | деревня | 39        | Ёрмица               |
| 17 | Медвежка         | посёлок | 196       | Новый Бор            |
| 18 | Мыза             | деревня | 36        | Уег                  |
| 19 | Мыла             | деревня | 97        | Трусово              |
| 20 | Нерица           | село    | ↘173      | Нерица               |
| 21 | Новый Бор        | посёлок | 722       | Новый Бор            |
| 22 | Нонбург          | деревня | 89        | Трусово              |
| 23 | Окунев Нос       | село    | 567       | Окунев Нос           |
| 24 | Рочево           | деревня | 261       | Трусово              |
| 25 | Сергеево-Щелья   | деревня | 310       | Усть-Цильма          |
| 26 | Синегорье        | посёлок | ↘174      | Усть-Цильма          |
| 27 | Скитская         | деревня | 152       | Замежная             |
| 28 | Среднее Бугаево  | село    | 287       | Среднее Бугаево      |
| 29 | Степановская     | деревня | 307       | Замежная             |
| 30 | Трусово          | село    | 668       | Трусово              |
| 31 | Уег              | село    | 190       | Уег                  |
| 32 | Усть-Цильма      | село    | ↘4331     | Усть-Цильма          |
| 33 | Филиппово        | деревня | 368       | Трусово              |
| 34 | Хабариха         | село    | 395       | Хабариха             |
| 35 | Харъяга          | посёлок | 206       | Ёрмица               |
| 36 | Черногорская     | деревня | 79        | Замежная             |
| 37 | Чукчино          | деревня | 651       | Коровий Ручей        |

### Упразднённые населенные пункты
| №  | Упразднённый пункт | Тип     | Сельское образование |
| -- | ------------------ | ------- | -------------------- |
| 1  | Абрамовка          | деревня | Новый Бор            |
| 2  | Абрамовская        | деревня | Замежная             |
| 3  | Аверино и Ляпуново | хутор   | -                    |
| 4  | Акулина изба       | хутор   | -                    |
| 5  | Алёшкина изба      | хутор   | -                    |
| 6  | Андреичево         | хутор   | -                    |
| 7  | Анкудиново на Бору | хутор   | -                    |
| 8  | Артемий Носов      | деревня | -                    |
| 9  | Барашки            | деревня | Хабариха             |
| 10 | Батманово          | деревня | -                    |
| 11 | Белая Курья        | выселок | -                    |
| 12 | Берёзова           | деревня | -                    |
| 13 | Березовая Сопка    | деревня | Ёрмица               |
| 14 | Берёзовка          | село    | -                    |
| 15 | Боровой            | выселок | -                    |
| 16 | Бугаевский         | пст     | -                    |
| 17 | Валса              | деревня | Усть-Цильма          |
| 18 | Верхнее Алёхино    | деревня | Усть-Цильма          |
| 19 | Волчино            | хутор   | Усть-Цильма          |
| 20 | Гавриловская       | деревня | -                    |
| 21 | Гарь               | деревня | -                    |
| 22 | Герасимово         | деревня | Окунев Нос           |
| 23 | Гриша Спирин       | хутор   | Окунев Нос           |
| 24 | Гусенцы            | деревня | Ёрмица               |
| 25 | Данилово           | деревня | -                    |
| 26 | Денис              | хутор   | Усть-Цильма          |
| 27 | Денисовича изба    | деревня | Усть-Цильма          |
| 28 | Денисовка          | деревня | Трусово              |
| 29 | Егорковская        | пст     | Уег                  |
| 30 | Едома              | деревня | -                    |
| 31 | Елиферово          | деревня | -                    |
| 32 | Еловый Веретен     | деревня | Уег                  |
| 33 | Еловка             | деревня | Окунев Нос           |
| 34 | Ëpca               | деревня | Окунев Нос           |
| 35 | Ефрем Кармашов     | хутор   | Усть-Цильма          |
| 36 | Закаменка          | деревня | Коровий Ручей        |
| 37 | Замалое            | хутор   | Усть-Цильма          |
| 38 | Замежье            | деревня | -                    |
| 39 | Изба Ефтиных       | деревня | -                    |
| 40 | Изба Клима         | деревня | Замежная             |
| 41 | Ильинка            | пст     | Нерица               |
| 42 | Камгорт            | деревня | Ёрмица               |
| 43 | Каменный Нос       | деревня | Усть-Цильма          |
| 44 | Климовка           | село    | Новый Бор            |
| 45 | Конахино           | деревня | Усть-Цильма          |
| 46 | Конгурская         | деревня | Уег                  |
| 47 | Конино             | деревня | Усть-Цильма          |
| 48 | Копанец            | выселок | Усть-Цильма          |
| 49 | Копанец Бор        | хутор   | Усть-Цильма          |
| 50 | Копыренская        | деревня | -                    |
| 51 | Красный Октябрь    | пст     | Коровий Ручей        |
| 52 | Кривая Виска       | деревня | Уег                  |
| 53 | Кривомежная        | деревня | Усть-Цильма          |
| 54 | Кузина изба        | хутор   | Усть-Цильма          |
| 55 | Лаврино            | деревня | Хабариха             |
| 56 | Лобазово           | пст     | -                    |
| 57 | Лосинец            | выселок | -                    |
| 58 | Лягуново на Кряже  | хутор   | -                    |
| 59 | Мазалино           | село    | Нерица               |
| 60 | Марица             | деревня | Ёрмица               |
| 61 | Мезенцево          | деревня | -                    |
| 62 | Мещанское          | село    | Среднее Бугаево      |
| 63 | Миронова изба      | хутор   | -                    |
| 64 | Наволок            | деревня | Хабариха             |
| 65 | Нерица             | пст     | Нерица               |
| 66 | Нижнее Алехино     | село    | Усть-Цильма          |
| 67 | Нижнее Бугаево     | деревня | Среднее Бугаево      |
| 68 | Нижняя изба        | хутор   | -                    |
| 69 | Обросово           | деревня | Уег                  |
| 70 | Поделичная         | село    | Уег                  |
| 71 | Полой              | деревня | Уег                  |
| 72 | Рогозино           | выселок | Ёрмица               |
| 73 | Росвино            | деревня | Окунев Нос           |
| 74 | Росвинское         | село    | Окунев Нос           |
| 75 | Савино             | деревня | Трусово              |
| 76 | Созьва             | село    | Новый Бор            |
| 77 | Старое Дворище     | деревня | Усть-Цильма          |
| 78 | Тиман              | деревня | Замежная             |
| 79 | Ферма Усица        | деревня | Трусово              |
| 80 | Чигино             | деревня | Усть-Цильма          |
| 81 | Чурва              | деревня | Окунев Нос           |
| 82 | Шапкино            | село    | Новый Бор            |
| 83 | Щелино             | деревня | Среднее Бугаево      |
| 84 | Щучий              | пст     | Ёрмица               |
| 85 | Якшино             | деревня | Окунев Нос           |

- пст - поселок сельского типа

## Экономика
В бассейне Печорской Пижмы открыты месторождения россыпного титана.
Пижемское месторождение рассматривается объект для комплексного освоения. Товарными продуктами проектируемого предприятия будут титановые (ильменитовый и лейкоксеновый) концентраты. На месторождении имеется девонская россыпь алмазов и золота Ичетью (Ичетъю).